# تشارلز هايتر

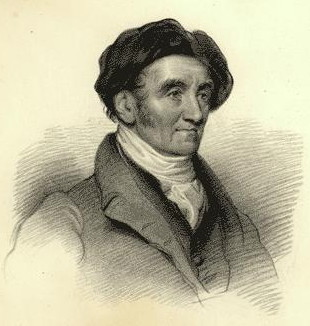
تشارلز هايتر.

تشارلز هايتر (بالإنجليزية: Charles Hayter)‏ (24 فبراير 1761 - 1 ديسمبر 1835)  كان رسام إنجليزي.

## بدايته
هو نجل تشارلز هايتر (1728-1795)، وهو مهندس معماري من تويكنهام، وزوجته اليزابيث هولمز. في البداية بدأ تعليمه عن طريق والده، لكنه أظهر ميلا للرسم من خلال بعض الرسوم الصغيرة التي رسمها بواسطة قلم رصاص. بعدها التحق في مدارس الأكاديمية الملكية في لندن في عام 1786 في ولقد كان كبيرا آنذاك حيث كان يبلغ 25 سنة. منذ ذلك الحين، كان يعمل في لندن وإسكس كرسام على الصور المصغرة، وفي عام 1832 إنتقل إلى وينشستر. عرض تشارلز حوالي 113 من الصورة المصغرة بين عامي 1786 و1832 وكانت بصورة رئيسية في الأكاديمية الملكية، وكان لهذا الأمر سمعة جيده له.
تزوج هايتر من إمرأه تدعى مارثا ستيفنسون في 1788. له ابنان هما جورج هايتر (1792-1871)، جون هايتر (1800-1895)، وآن هايتر التي أصبحت مثل والدها رسامه في الصور المصغرة.

## وفاته
توفي في يوم 1 ديسمبر 1835 في مارليبون، لندن، إنجلترا عن عمر يناهز 74 سنة.